# Amigny-Rouy
Amigny-Rouy és un municipi francès situat al departament de l'Aisne i a la regió dels Alts de França. L'any 2007 tenia 720 habitants.

## Demografia

### Població
El 2007 la població de fet d'Amigny-Rouy era de 720 persones. Hi havia 282 famílies de les quals 55 eren unipersonals (17 homes vivint sols i 38 dones vivint soles), 97 parelles sense fills, 122 parelles amb fills i 8 famílies monoparentals amb fills.
La població ha evolucionat segons el següent gràfic:
Habitants censats

### Habitatges
El 2007 hi havia 305 habitatges, 277 eren l'habitatge principal de la família, 9 eren segones residències i 20 estaven desocupats. Tots els 303 habitatges eren cases. Dels 277 habitatges principals, 232 estaven ocupats pels seus propietaris, 38 estaven llogats i ocupats pels llogaters i 6 estaven cedits a títol gratuït; 14 tenien dues cambres, 42 en tenien tres, 92 en tenien quatre i 129 en tenien cinc o més. 126 habitatges disposaven pel capbaix d'una plaça de pàrquing. A 107 habitatges hi havia un automòbil i a 138 n'hi havia dos o més.

### Piràmide de població
La piràmide de població per edats i sexe el 2009 era:
| Homes | Edats   | Dones |
| ----- | ------- | ----- |
| 0     | 95 o +  | 0     |
| 0     | 90 a 94 | 0     |
| 0     | 85 a 89 | 4     |
| 0     | 80 a 84 | 8     |
| 4     | 75 a 79 | 8     |
| 4     | 70 a 74 | 12    |
| 12    | 65 a 69 | 24    |
| 20    | 60 a 64 | 8     |
| 20    | 55 a 59 | 20    |
| 16    | 50 a 54 | 20    |
| 60    | 45 a 49 | 60    |
| 28    | 40 a 44 | 12    |
| 20    | 35 a 39 | 28    |
| 12    | 30 a 34 | 20    |
| 8     | 25 a 29 | 16    |
| 32    | 20 a 24 | 8     |
| 16    | 15 a 19 | 16    |
| 12    | 10 a 14 | 20    |
| 24    | 5 a 9   | 16    |
| 16    | 0 a 4   | 4     |

## Economia
El 2007 la població en edat de treballar era de 508 persones, 354 eren actives i 154 eren inactives. De les 354 persones actives 327 estaven ocupades (189 homes i 138 dones) i 27 estaven aturades (13 homes i 14 dones). De les 154 persones inactives 38 estaven jubilades, 50 estaven estudiant i 66 estaven classificades com a «altres inactius».

### Ingressos
El 2009 a Amigny-Rouy hi havia 273 unitats fiscals que integraven 718,5 persones, la mediana anual d'ingressos fiscals per persona era de 17.222 €.

### Activitats econòmiques
Dels 12 establiments que hi havia el 2007, 1 era d'una empresa extractiva, 3 d'empreses de construcció, 3 d'empreses de comerç i reparació d'automòbils, 1 d'una empresa d'hostatgeria i restauració, 1 d'una empresa financera, 1 d'una empresa immobiliària, 1 d'una empresa de serveis i 1 d'una entitat de l'administració pública.
Dels 5 establiments de servei als particulars que hi havia el 2009, 1 era un taller de reparació d'automòbils i de material agrícola, 2 guixaires pintors i 2 fusteries.
L'any 2000 a Amigny-Rouy hi havia 10 explotacions agrícoles que ocupaven un total de 490 hectàrees.

## Equipaments sanitaris i escolars
El 2009 hi havia una escola elemental.

## Poblacions més properes
El següent diagrama mostra les poblacions més properes.